# 片瀬温泉
片瀬温泉（かたせおんせん）は、静岡県東伊豆町にある温泉。古くは南熱川温泉と呼ばれたこともあった。
東伊豆に点在する中小規模の温泉地の一つで、白田川を隔てて、南西に白田温泉がある。また、同町内には東伊豆有数の温泉地である熱川温泉と稲取温泉があり、白田温泉とともにその中間に位置する。

## 泉質
- 弱食塩泉
  - 源泉温度は80～100度。

## 温泉街
海岸沿いに数軒の旅館と民宿が並ぶ。歓楽色の強い熱川と比較すると落ち着いた雰囲気を保っており、保養に適している。伝承の域を出ないが、村に1匹の龍が住んでいたという伝説から、民話の里としても知られ、龍の住み処と伝承される「不知沼の池」やその龍の好物とされる甘茶の木が繁茂する「龍淵院」などが近隣にある。また、海岸沿いの「はりつけの松」は、身分の離れた恋人同士が戸籍を焼き心中した悲恋が伝わることで知られる。

## 歴史
一帯は古くからいで湯が多い場所であるが、いつ頃の開湯か解っていない。温泉開発が進んだのは1961年（昭和36年）に伊豆急行により片瀬白田駅が開設されてからである。しかしながら、南北に熱川、稲取と大規模な温泉地が存在しており、また同駅が特急停車駅でないことから、大型資本の流入は少なく、そこまで大規模な発展は遂げなかった。今日では良好な自然環境と泉質の良さ、新鮮な海鮮料理などで人気を呼び、また海水浴、磯釣り、天城登山の拠点として重宝されている。

## アクセス
- 公共交通
  - 伊豆急行線・片瀬白田駅 下車すぐ。